# Nevinac
Nevinac je naselje u Republici Hrvatskoj, u sastavu općine Nova Rača, Bjelovarsko-bilogorska županija.
Glavna znamenitost unutar naselja je crkva sv. Katarine.

## Stanovništvo
Prema popisu stanovništva iz 2001. godine, naselje je imalo 239 stanovnika te 75 obiteljskih kućanstava.
| broj stanovnika | 267   | 300   | 315   | 327   | 346   | 350   | 326   | 348   | 288   | 311   | 310   | 275   | 237   | 220   | 239   | 203   | 172   |
|                 | 1857. | 1869. | 1880. | 1890. | 1900. | 1910. | 1921. | 1931. | 1948. | 1953. | 1961. | 1971. | 1981. | 1991. | 2001. | 2011. | 2021. |

## Poznate osobe
- Josip Kopjar, župnik
- Vladimir Kirin, matematičar